# Mistrzostwa Polski Seniorów w Lekkoatletyce 1982
58. Mistrzostwa Polski Seniorów w Lekkoatletyce – zawody, które rozgrywane były w Lublinie na stadionie Startu Lublin między 2 a 4 lipca 1982.

## Rezultaty
| NR – rekord Polski \| SB – najlepszy wynik w sezonie \| PB – rekord życiowy |

### Mężczyźni
| Konkurencja:                  | 1. miejsce                                                                            | Rezultat  | 2. miejsce                                                                             | Rezultat  | 3. miejsce                                                                     | Rezultat  |
| Bieg na 100 m                 | Marian Woronin Legia Warszawa                                                         | 10,17 SB  | Krzysztof Zwoliński Victoria Racibórz                                                  | 10,38     | Arkadiusz Janiak Calisia Kalisz                                                | 10,45     |
| Bieg na 200 m                 | Czesław Prądzyński Flota Gdynia                                                       | 20,93     | Marian Woronin Legia Warszawa                                                          | 20,94     | Leszek Dunecki AZS Warszawa                                                    | 20,96     |
| Bieg na 400 m                 | Andrzej Stępień Flota Gdynia                                                          | 46,14 SB  | Ryszard Podlas Śląsk Wrocław                                                           | 46,57     | Ryszard Wichrowski Flota Gdynia                                                | 46,80     |
| Bieg na 800 m                 | Ryszard Ostrowski AZS Poznań                                                          | 1:49,79   | Stanisław Rzeźniczak RKS Radomsko                                                      | 1:49,97   | Marek Koza Górnik Wałbrzych                                                    | 1:50,03   |
| Bieg na 1500 m                | Mirosław Żerkowski ROW Rybnik                                                         | 3:38,48   | Bogusław Mamiński Oleśniczanka                                                         | 3:38,99   | Piotr Kurek Hutnik Kraków                                                      | 3:39,46   |
| Bieg na 5000 m                | Bogusław Psujek Oleśniczanka                                                          | 13:57,38  | Antoni Niemczak Śląsk Wrocław                                                          | 13:57,67  | Jerzy Kowol Górnik Zabrze                                                      | 13:58,19  |
| Bieg na 10 000 m              | Bogumił Kuś Oleśniczanka                                                              | 29:15,58  | Józef Mitka Śląsk Wrocław                                                              | 29:16,19  | Jerzy Finster Górnik Brzeszcze                                                 | 29:16,88  |
| Bieg na 110 m przez płotki    | Romuald Giegiel AZS Warszawa                                                          | 13,65     | Jan Pusty Orkan Poznań                                                                 | 13,87     | Krystian Torka Piast Gliwice                                                   | 14,11     |
| Bieg na 400 m przez płotki    | Ryszard Szparak Gwardia Olsztyn                                                       | 49,95     | Leszek Rzepakowski Wawel Kraków                                                        | 50,43     | Sławomir Filipowski Górnik Zabrze                                              | 50,94     |
| Bieg na 3000 m z przeszkodami | Piotr Zgarda Śląsk Wrocław                                                            | 8:40,12   | Czesław Mojżysz ROW Rybnik                                                             | 8:40,41   | Tadeusz Ławicki Zagłębie Lubin                                                 | 8:40,92   |
| Sztafeta 4 × 100 m            | AZS Warszawa Krzysztof Świostek Dariusz Dobrowolski Jarosław Filipczak Leszek Dunecki | 40,66     | Legia Warszawa Zenon Licznerski Marian Woronin Włodzimierz Włodarczyk Piotr Karczmarek | 40,76     | Śląsk Wrocław Janusz Bulanda Bronisław Bidowaniec Andrzej Kozak Ryszard Podlas | 40,88     |
| Sztafeta 4 × 400 m            | Flota Gdynia Czesław Prądzyński Andrzej Stępień Grzegorz Rembelski Ryszard Wichrowski | 3:08,57   | Śląsk Wrocław Andrzej Kozak Ryszard Podlas Dariusz Janczewski Leszek Serwiak           | 3:11,24   | Gwardia Warszawa Jerzy Pietrzyk Zbigniew Tomczok Maciej Moder Ryszard Hecman   | 3:11,42   |
| Chód na 20 km                 | Stanisław Rola Polonia Warszawa                                                       | 1:28:58   | Jarosław Kaźmierski Skra Warszawa                                                      | 1:29:17   | Zdzisław Szlapkin Olimpia Poznań                                               | 1:30:02   |
| Skok wzwyż                    | Jacek Wszoła AZS Warszawa                                                             | 2,28      | Janusz Trzepizur Chemik Kędzierzyn                                                     | 2,24      | Dariusz Zielke AZS Gdańsk                                                      | 2,21      |
| Skok o tyczce                 | Tadeusz Ślusarski Skra Warszawa                                                       | 5,30      | Zbigniew Radzikowski Lechia Gdańsk                                                     | 5,15      | Marian Kolasa Bałtyk Gdynia                                                    | 5,00      |
| Skok w dal                    | Stanisław Jaskułka AZS Warszawa                                                       | 8,10 SB   | Zbigniew Matoga Górnik Zabrze                                                          | 7,84      | Janusz Banaś Hutnik Kraków                                                     | 7,74      |
| Trójskok                      | Stanisław Oporski Gwardia Warszawa                                                    | 16,35     | Zdzisław Sobora Olimpia Poznań                                                         | 16,32     | Zdzisław Hoffmann Śląsk Wrocław                                                | 16,09w    |
| Pchnięcie kulą                | Edward Sarul Górnik Zabrze                                                            | 20,24     | Janusz Gassowski Zawisza Bydgoszcz                                                     | 19,72     | Mieczysław Kropelnicki Bałtyk Gdynia                                           | 19,70     |
| Rzut dyskiem                  | Dariusz Juzyszyn AZS Wrocław                                                          | 63,84     | Stanisław Wołodko Zawisza Bydgoszcz                                                    | 60,88     | Waldemar Wysocki AZS Wrocław                                                   | 58,28     |
| Rzut młotem                   | Ireneusz Golda Orkan Poznań                                                           | 76,60     | Mariusz Tomaszewski AZS Poznań                                                         | 73,84     | Leszek Woderski Zawisza Bydgoszcz                                              | 73,56     |
| Rzut oszczepem                | Michał Wacławik Limanovia Limanowa                                                    | 80,84     | Stanisław Górak Lechia Gdańsk                                                          | 79,58     | Bernard Werner Bałtyk Gdynia                                                   | 77,90     |
| Dziesięciobój                 | Wojciech Podsiadło AZS Warszawa                                                       | 7979 pkt. | Marek Kubiszewski AZS Wrocław                                                          | 7790 pkt. | Adam Bagiński Gwardia Warszawa                                                 | 7768 pkt. |

### Kobiety
| Konkurencja:               | 1. miejsce                                                                  | Rezultat     | 2. miejsce                                                                   | Rezultat  | 3. miejsce                                                                           | Rezultat  |
| Bieg na 100 m              | Iwona Pakuła Legia Warszawa                                                 | 11,54        | Anna Ślipiko Gwardia Olsztyn                                                 | 11,70     | Bernarda Ligęza Hutnik Kraków                                                        | 11,75     |
| Bieg na 200 m              | Iwona Pakuła Legia Warszawa                                                 | 23,56        | Anna Ślipiko Gwardia Olsztyn                                                 | 24,03     | Barbara Zgadzaj Hutnik Kraków                                                        | 24,30     |
| Bieg na 400 m              | Genowefa Błaszak Orkan Poznań                                               | 52,82        | Grażyna Oliszewska Lubtour Zielona Góra                                      | 52,91     | Elżbieta Kapusta Budowlani Kielce                                                    | 53,55     |
| Bieg na 800 m              | Wanda Stefańska Gwardia Warszawa                                            | 2:05,58      | Anna Rybicka AZS Wrocław                                                     | 2:07,37   | Brygida Bąk Chemik Kędzierzyn                                                        | 2:07,90   |
| Bieg na 1500 m             | Maria Bąk Pomorze Stargard                                                  | 4:17,40      | Wanda Panfil Lechia Tomaszów Mazowiecki                                      | 4:18,55   | Stanisława Fedyk Śląsk Wrocław                                                       | 4:19,54   |
| Bieg na 3000 m             | Maria Bąk Pomorze Stargard                                                  | 9:08,02 SB   | Wanda Panfil Lechia Tomaszów Mazowiecki                                      | 9:09,38   | Marzanna Ulidowska Orkan Poznań                                                      | 9:10,59   |
| Bieg na 100 m przez płotki | Lucyna Kałek GKS Tychy                                                      | 12,64        | Grażyna Rabsztyn Gwardia Warszawa                                            | 12,88     | Danuta Wołosz Gwardia Warszawa                                                       | 13,41     |
| Bieg na 400 m przez płotki | Anna Maniecka Wawel Kraków                                                  | 59,73        | Beata Niedzielska AZS Wrocław                                                | 1:00,43   | Jadwiga Sadowska Victoria Racibórz                                                   | 1:00,68   |
| Sztafeta 4 × 100 m         | Legia Warszawa Iwona Pakuła Elżbieta Szulc Barbara Cieśluk Anna Szymanowska | 46,44        | Start Lublin Danuta Niedzielska Małgorzata Dunecka Ewa Rybak Danuta Jędrejek | 47,14     | Skra Warszawa Elżbieta Karlicka Ewa Piasek Jadwiga Kaźmierska Barbara Aleksandrowicz | 47,16     |
| Sztafeta 4 × 400 m         | AZS Wrocław Beata Niedzielska Anna Rybicka Ewa Głódź Ewa Dębska             | 3:42,31      | Victoria Racibórz Natalia Kotula Ewa Stępień Danuta Jasińska Jolanta Tużyna  | 3:46,06   | Gwardia Olsztyn Danuta Piecyk Małgorzata Marczuk Ewa Bartoś Halina Lenkowska         | 3:50,85   |
| chód na 5000 m             | Agnieszka Wyszyńska Górnik Wałbrzych                                        | 25:34,06 NR  | Lucyna Rokitowska AZS Katowice                                               | 26:19,48  | Katarzyna Figurowska MKS Gdańsk                                                      | 26:36,60  |
| Skok wzwyż                 | Danuta Bułkowska AZS Wrocław                                                | 1,82         | Elżbieta Krawczuk AZS Warszawa                                               | 1,79      | Urszula Kielan Gwardia Warszawa                                                      | 1,76      |
| Skok w dal                 | Teresa Lewicka Start Łódź                                                   | 6,56         | Anna Włodarczyk AZS Warszawa                                                 | 6,53      | Małgorzata Nowak Gwardia Warszawa                                                    | 6,34      |
| Pchnięcie kulą             | Ludwika Chewińska Gwardia Warszawa                                          | 16,48        | Danuta Gwardecka Gwardia Warszawa                                            | 15,26     | Janina Niżnik Hutnik Kraków                                                          | 14,32     |
| Rzut dyskiem               | Ewa Siepsiak Śląsk Wrocław                                                  | 57,50        | Danuta Gwardecka Gwardia Warszawa                                            | 56,04     | Danuta Majewska Śląsk Wrocław                                                        | 55,68     |
| Rzut oszczepem             | Genowefa Olejarz AZS Warszawa                                               | 58,14        | Maria Jabłońska Lechia Gdańsk                                                | 51,00     | Mariola Dankiewicz Start Lublin                                                      | 50,20     |
| Siedmiobój                 | Małgorzata Nowak Gwardia Warszawa                                           | 6346 pkt. NR | Lidia Kańtoch Chemik Kędzierzyn                                              | 5778 pkt. | Bożena Sadowska AZS Katowice                                                         | 5647 pkt. |

## Biegi przełajowe
54. mistrzostwa Polski w biegach przełajowych rozegrano 7 marca w Pile. Kobiety rywalizowały na dystansie 4 kilometrów, a mężczyźni na 9 km.

### Mężczyźni
| Konkurencja:           | 1. miejsce                   | Rezultat | 2. miejsce               | Rezultat | 3. miejsce                    | Rezultat |
| Bieg przełajowy (9 km) | Bogusław Psujek Oleśniczanka | 25:28,8  | Bogumił Kuś Oleśniczanka | 25:33,8  | Antoni Niemczak Śląsk Wrocław | 25:36,3  |

### Kobiety
| Konkurencja:           | 1. miejsce                 | Rezultat | 2. miejsce                  | Rezultat | 3. miejsce                   | Rezultat |
| Bieg przełajowy (4 km) | Maria Bąk Pomorze Stargard | 14:13,4  | Renata Kokowska Orzeł Wałcz | 14:15,2  | Ewa Wrzosek Pomorze Stargard | 14:20,4  |

## Półmaraton
Półmaraton mężczyzn odbył się 4 kwietnia w Brzeszczach. Rywalizowano na dystansie 20 kilometrów.
| Konkurencja: | 1. miejsce                    | Rezultat  | 2. miejsce                        | Rezultat  | 3. miejsce                    | Rezultat  |
| Półmaraton   | Antoni Niemczak Śląsk Wrocław | 1:00:50,0 | Ryszard Kopijasz Górnik Brzeszcze | 1:00:50,9 | Paweł Lorens Górnik Brzeszcze | 1:00:51,6 |

## Maraton
Rywalizacja w maratonie (kobiet i mężczyzn) miała miejsce 25 kwietnia w Dębnie.

### Mężczyźni
| Konkurencja: | 1. miejsce                        | Rezultat | 2. miejsce                 | Rezultat | 3. miejsce                              | Rezultat |
| Maraton      | Ryszard Kopijasz Górnik Brzeszcze | 2:14:49  | Henryk Nogala Oleśniczanka | 2:15:00  | Józef Stefanowski Jagiellonia Białystok | 2:15:02  |

### Kobiety
| Konkurencja: | 1. miejsce                        | Rezultat   | 2. miejsce                      | Rezultat | 3. miejsce           | Rezultat |
| Maraton      | Anna Bełtowska-Król Hutnik Kraków | 2:44:28 NR | Renata Walendziak Bałtyk Gdynia | 2:52:40  | Zofia Turosz Leżajsk | 3:08:30  |

## Chód na 50 km
Zawody mistrzowskie w chodzie na 50 kilometrów mężczyzn rozegrano 25 kwietnia w Warszawie.
| Konkurencja:  | 1. miejsce            | Rezultat   | 2. miejsce                      | Rezultat | 3. miejsce                      | Rezultat |
| Chód na 50 km | Bogusław Duda Resovia | 3:57:06 SB | Bohdan Bułakowski Skra Warszawa | 3:57:41  | Stanisław Rola Polonia Warszawa | 4:04:30  |

## Chód na 10 km
Mistrzostwa w chodzie na 10 kilometrów kobiet rozegrano 11 września w Pile.
| Konkurencja:  | 1. miejsce                           | Rezultat | 2. miejsce                  | Rezultat | 3. miejsce                      | Rezultat |
| Chód na 10 km | Agnieszka Wyszyńska Górnik Wałbrzych | 52:41 NR | Beata Bączyk Olimpia Poznań | 53:12    | Katarzyna Figurowska MKS Gdańsk | 55:28    |